# Resolutie 1464 Veiligheidsraad Verenigde Naties
Resolutie 1464 van de Veiligheidsraad van de Verenigde Naties werd unaniem door de VN-Veiligheidsraad aangenomen op 4 februari 2003.

## Achtergrond
In 2002 brak in Ivoorkust een burgeroorlog uit tussen de regering in het christelijke zuiden en rebellen in het islamitische noorden van het land. In 2003 leidden onderhandelingen tot de vorming van een regering van nationale eenheid en waren er Franse en VN-troepen aanwezig.

## Inhoud

### Waarnemingen
Op 29 september 2002 had de ECOWAS besloten een vredesmacht te ontplooien in Ivoorkust. De organisatie en de Afrikaanse Unie spanden zich ook in om het conflict vreedzaam op te lossen. Op uitnodiging van Frankrijk hadden de Ivoriaanse partijen in januari rond de tafel gezeten.

### Handelingen
Op 24 januari hadden de partijen het Akkoord van Linas-Marcoussis gesloten. Daarin was de vorming van een regering van nationale eenheid voorzien. Alle partijen werden opgeroepen samen te werken met de president en de premier aan een evenwichtige stabiele regering. Het akkoord voorzag verder in de oprichting van een waarnemingscomité om op haar uitvoering toe te zien.
De secretaris-generaal werd gevraagd zo snel mogelijk aanbevelingen te doen over hoe de VN de uitvoering van het akkoord konden ondersteunen. Ook werd hem gevraagd om zo snel mogelijk een Speciale Vertegenwoordiger aan te stellen, zoals hij reeds van plan was.
Verder veroordeelde de Raad de schendingen van de mensenrechten en het internationaal recht die sinds 19 september 2002 hadden plaatsgevonden en waarvan de daders berecht moesten worden. Alle partijen en de overheid werden opgeroepen meer schendingen te voorkomen.
De lidstaten werden geautoriseerd om gedurende zes maanden deel te nemen aan de ECOWAS-vredesmacht, die al gesteund werd met Franse troepen, en alle nodige stappen te zetten om hun veiligheid en bewegingsvrijheid te verzekeren en de bevolking te beschermen. De ECOWAS en Frankrijk werden gevraagd regelmatig over de vredesmacht te rapporteren.
Ten slotte werden de buurlanden van Ivoorkust opgeroepen het vredesproces te steunen, vooral door te voorkomen dat gewapende groepen en huurlingen de grens overstaken en dat wapens gesmokkeld werden.

## Verwante resoluties
- Resolutie 1479 Veiligheidsraad Verenigde Naties
- Resolutie 1498 Veiligheidsraad Verenigde Naties

Lijst ·  1455 ·  1456 ·  1457 ·  1458 ·  1459 ·  1460 ·  1461 ·  1462 ·  1463 ·  1464 ·  1465 ·  1466 ·  1467 ·  1468 ·  1469 ·  1470 ·  1471 ·  1472 ·  1473 ·  1474 ·  1475 ·  1476 ·  1477 ·  1478 ·  1479 ·  1480 ·  1481 ·  1482 ·  1483 ·  1484 ·  1485 ·  1486 ·  1487 ·  1488 ·  1489 ·  1490 ·  1491 ·  1492 ·  1493 ·  1494 ·  1495 ·  1496 ·  1497 ·  1498 ·  1499 ·  1500 ·  1501 ·  1502 ·  1503 ·  1504 ·  1505 ·  1506 ·  1507 ·  1508 ·  1509 ·  1510 ·  1511 ·  1512 ·  1513 ·  1514 ·  1515 ·  1516 ·  1517 ·  1518 ·  1519 ·  1520 ·  1521